# گونونگ سیتولی
گونونگ سیتولی (به لاتین: Gunungsitoli) یک منطقهٔ مسکونی در اندونزی است که در سوماترای شمالی واقع شده‌است.
 گونونگ سیتولی ۴۶۹٫۳۶ کیلومتر مربع مساحت و ۱۴۲٬۴۲۶ نفر جمعیت دارد.